# Liosomadoras morrowi
Liosomadoras morrowi är en fiskart som beskrevs av Fowler, 1940. Liosomadoras morrowi ingår i släktet Liosomadoras och familjen Auchenipteridae. Inga underarter finns listade i Catalogue of Life.